# Azkoneta
Azkoneta es el nombre de una variedad cultivar de manzano (Malus domestica). Esta manzana está cultivada en diversos viveros entre ellos algunos dedicados a conservación de árboles frutales en peligro de desaparición. La manzana 'Azkoneta' es originaria del caserío "Azkonabieta" en el municipio de Urnieta situado en la comarca de San Sebastián de Guipúzcoa, y actualmente se cultiva debido a su sabor amargo para manzana de cocina, y muy apreciada en la elaboración de sidra.

## Sinónimos
- "Manzana Azkoneta",
- "Azkoneta Sagarra",[6][7]

## Historia
'Azkoneta' es una variedad de manzana cultivada en el País Vasco, está considerada incluida en las variedades locales autóctonas muy antiguas, cuyo cultivo se centraba en comarcas muy definidas, en este caso es una manzana sidrera que se obtuvo en el caserío "Azkonabieta" en el municipio de Urnieta situado en la comarca de San Sebastián de Guipúzcoa. Se caracterizaban por su buena adaptación a sus ecosistemas y podrían tener interés genético en virtud de su adaptación. Estas se podían clasificar en dos subgrupos: de mesa o de cocina, y de sidra (aunque algunas tenían aptitud mixta). Es muy apreciada en elaboraciones culinarias por su sabor amargo, y muy importante en la elaboración de sidra en el país vasco por su sabor amargo.
'Azkoneta' es una variedad mixta, clasificada como muy buena en la elaboración de sidra, también se utiliza como manzana de cocina por su sabor amargo; difundido su cultivo en el pasado por los viveros comerciales y cuyo cultivo en la actualidad se ha reducido a huertos familiares. Variedad presente en Guipúzcoa.

## Características
El manzano de la variedad 'Azkoneta' tiene un vigor alto, es árbol de mediana producción; florece a finales de abril.
La variedad de manzana 'Azkoneta' tiene un fruto de tamaño grande; forma redonda simétrica; piel muy gruesa, dura, y muy áspera; con color de fondo amarillento, siendo el color del sobre color el mismo, con abundantes placas marrones y pardas de ruginoso-"russetting", siendo la sensibilidad al ruginoso-"russetting" (pardeamiento áspero superficial que presentan algunas variedades) alto; pedúnculo de tamaño normal, delgado, y muy duro, anchura de la cavidad peduncular estrecha, profundidad de la cavidad peduncular profunda con abundante ruginoso en la pared; cáliz pequeño y cerrado, profundidad de la cav. calicina media, de anchura pequeña, y abundante ruginoso. 
Carne de color blanco, con textura dura, muy seca, de poco zumo, y sin aroma; el sabor característico de la variedad, amargo; corazón de tamaño medio, desplazado. Eje abierto. Cavidades casi imperceptibles. Semillas aristadas, puntiagudas, de tamaño medio, color marrón claro uniforme.
La manzana 'Azkoneta' tiene una época de recolección tardía a principios de otoño, madura en octubre, de larga duración. Tiene uso mixto pues se usa como manzana de cocina, y también como manzana para la elaboración de sidra, como manzana sidrera es una variedad muy apreciada por ser una de las manzanas más amargas y menos jugosas de las que se utilizan.